# چوب باش
چوب باش (به لاتین: Chub Bash) یک منطقهٔ مسکونی در افغانستان است که در ولایت بلخ واقع شده‌است.